# Achyranthes
Achyranthes är ett släkte av amarantväxter. Achyranthes ingår i familjen amarantväxter.

## Bildgalleri

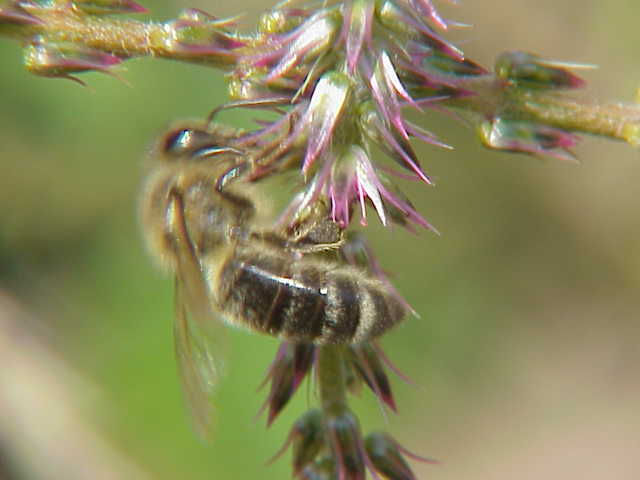
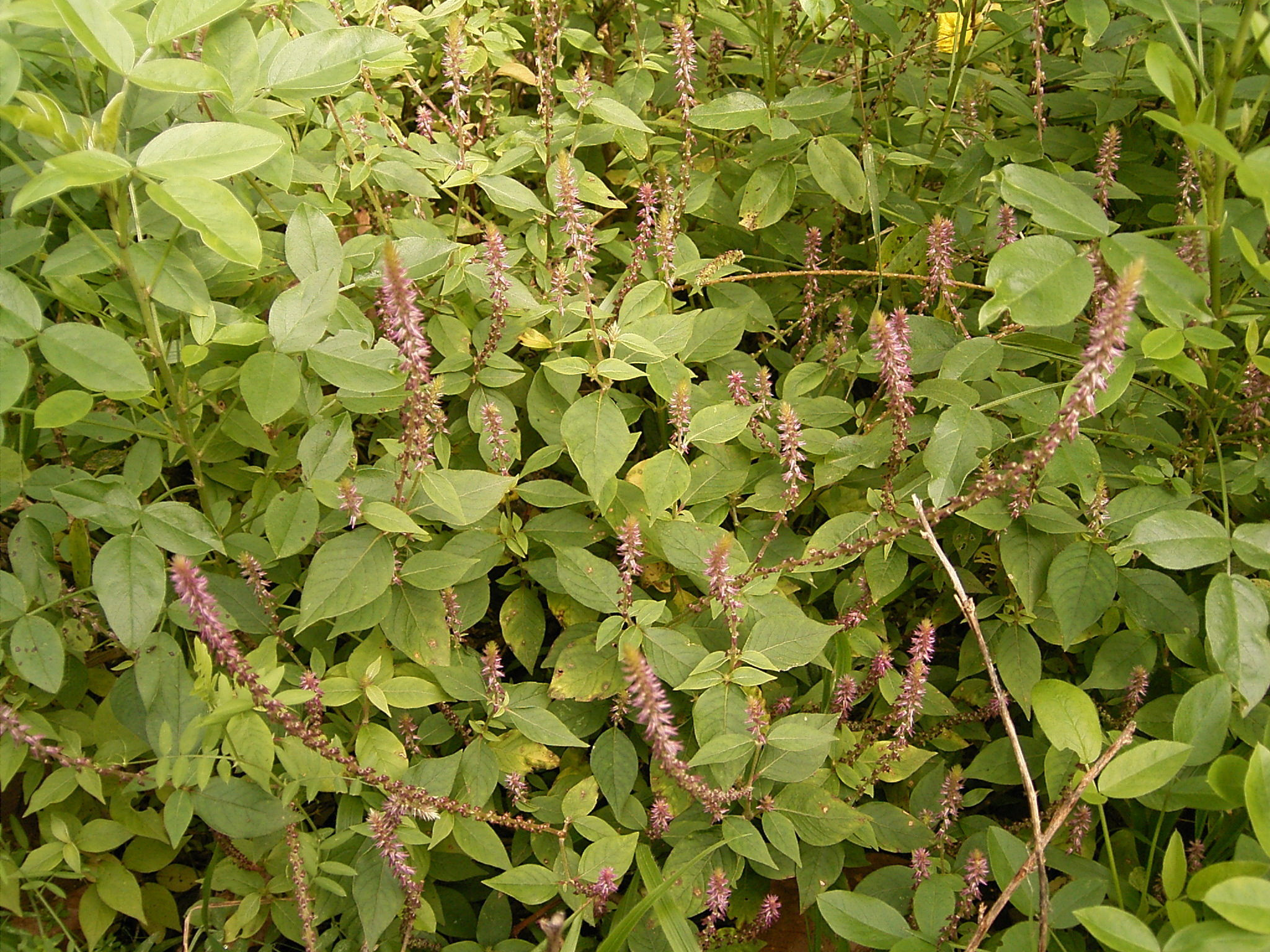
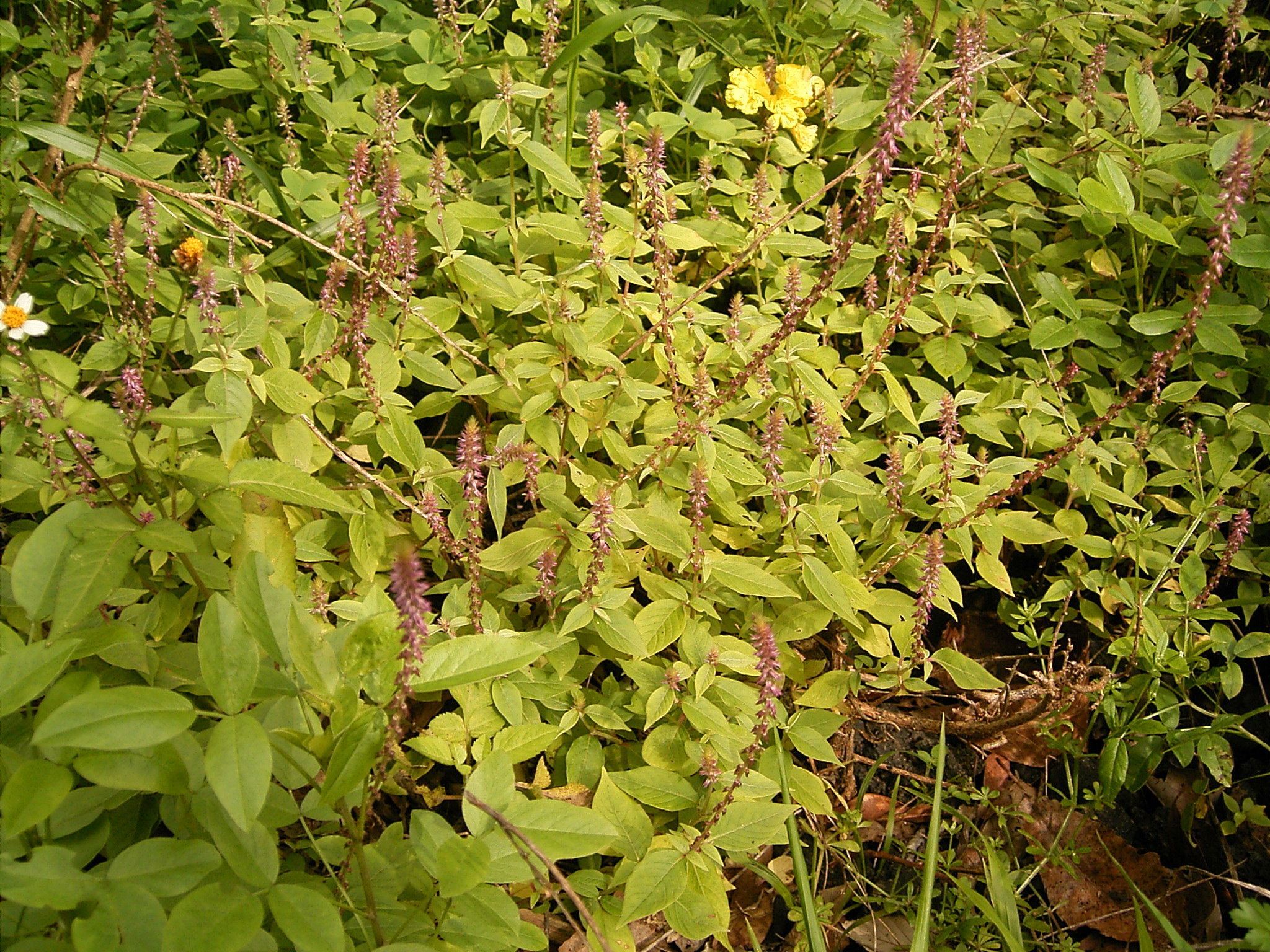
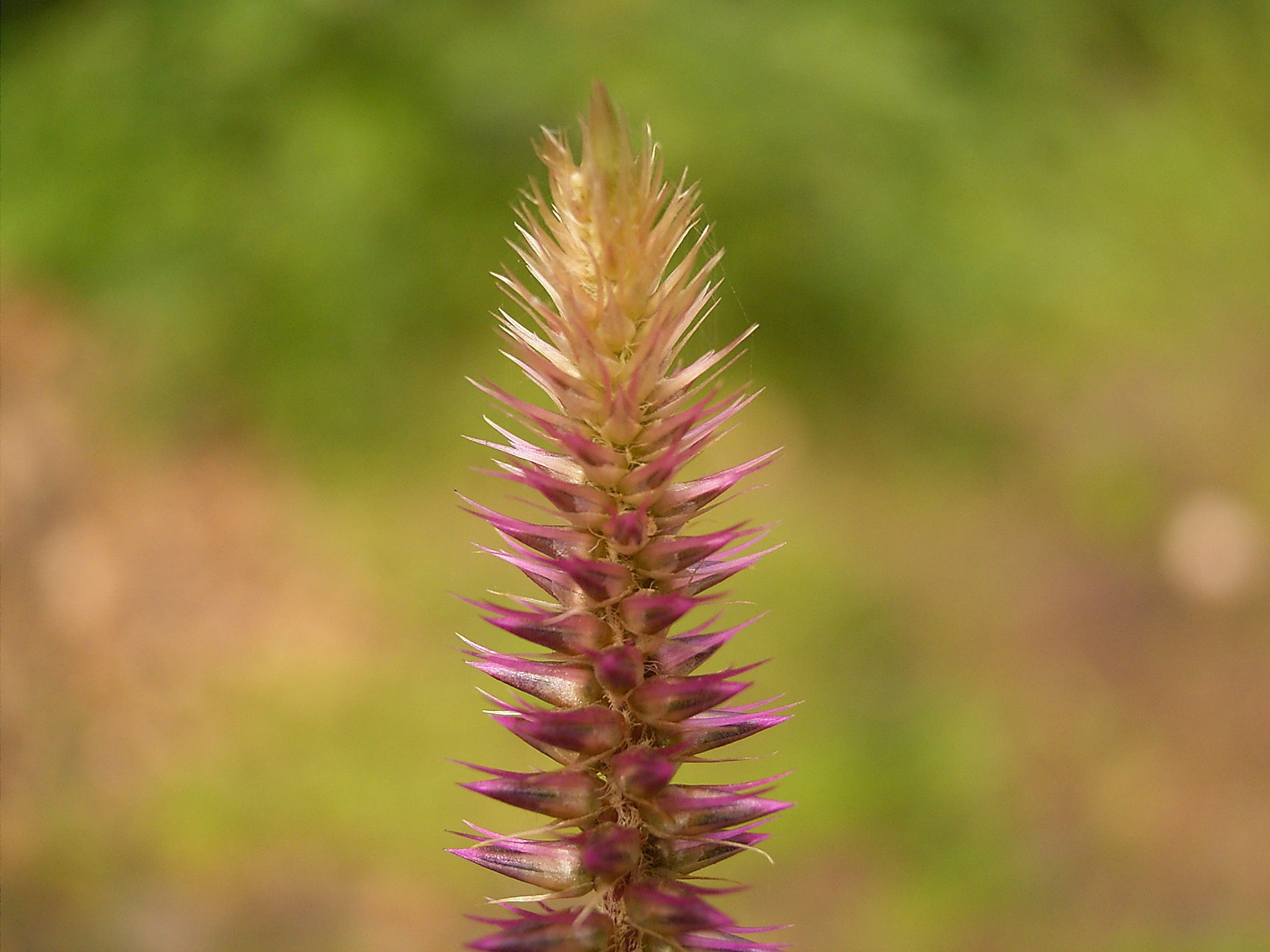
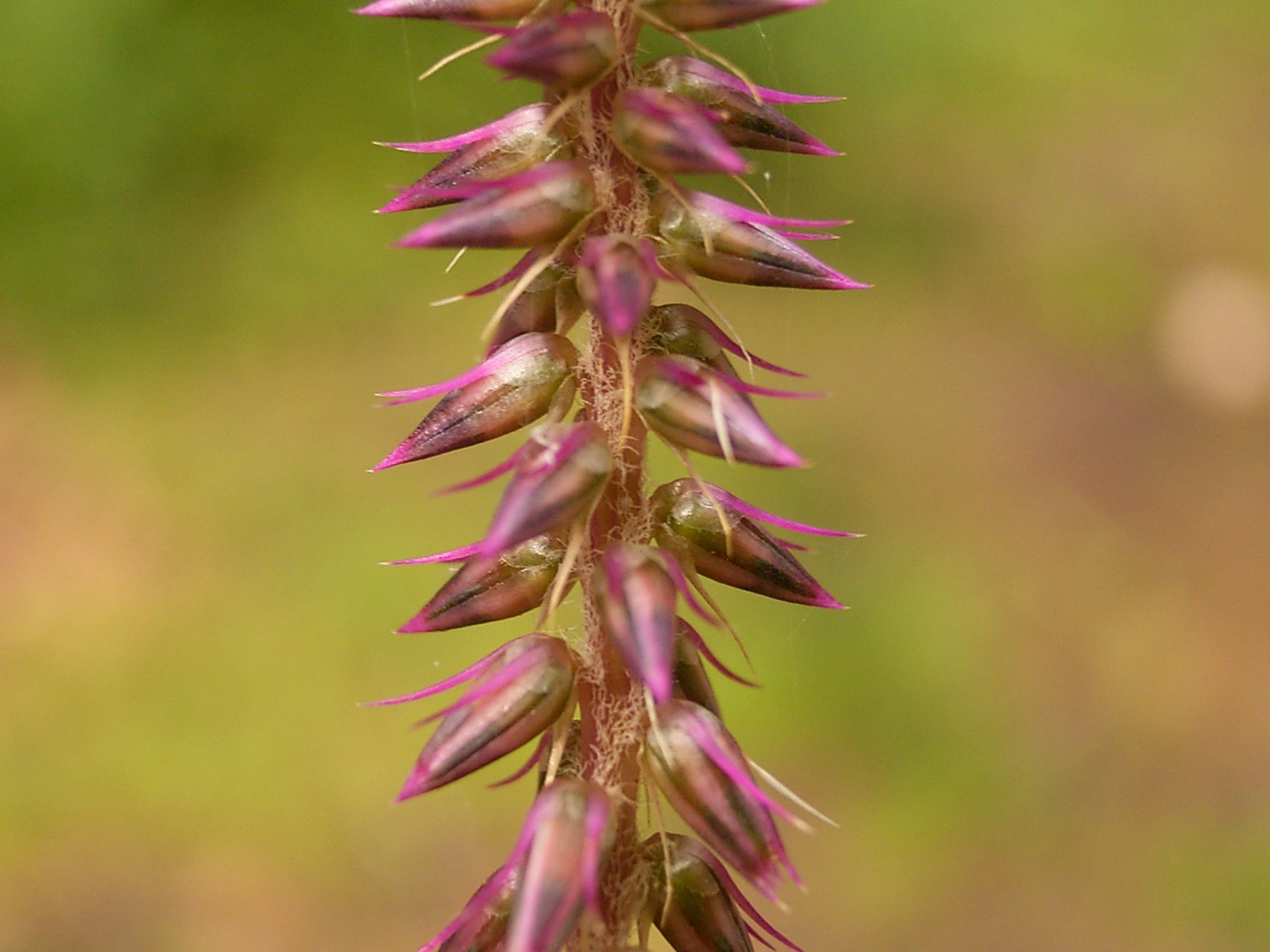
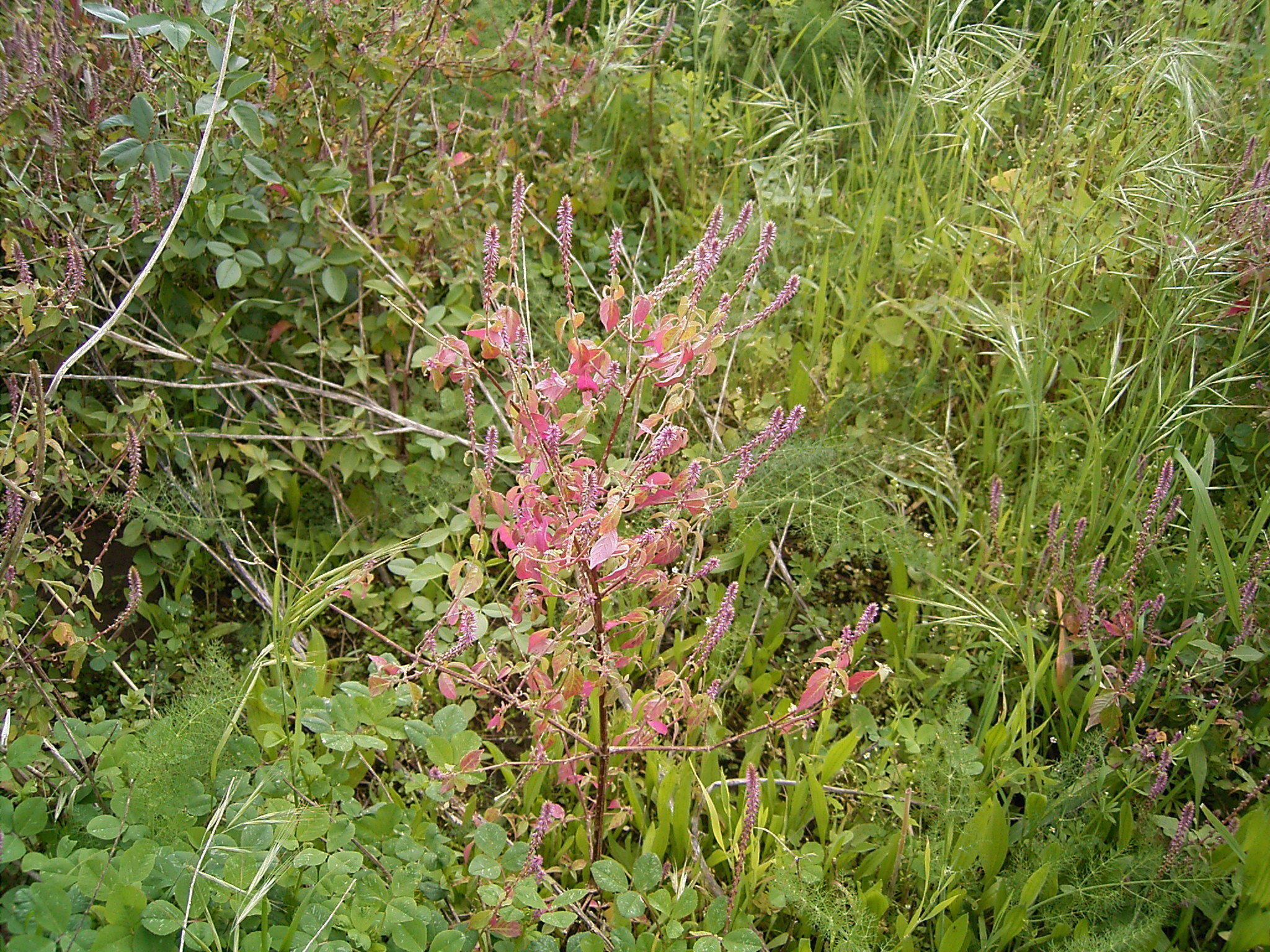

## Dottertaxa tillAchyranthes, i alfabetisk ordning[1]
- Achyranthes abyssinica
- Achyranthes alba
- Achyranthes alternifolia
- Achyranthes angustifolia
- Achyranthes annua
- Achyranthes aquatica
- Achyranthes arborescens
- Achyranthes aspera
- Achyranthes avicularis
- Achyranthes benthamii
- Achyranthes bidentata
- Achyranthes brachiata
- Achyranthes breviflora
- Achyranthes carsonii
- Achyranthes conferta
- Achyranthes corymbosa
- Achyranthes crispa
- Achyranthes cylindrica
- Achyranthes fasciculata
- Achyranthes filifolia
- Achyranthes frumentacea
- Achyranthes geminata
- Achyranthes heudelotii
- Achyranthes javanica
- Achyranthes longifolia
- Achyranthes mangarevica
- Achyranthes mollis
- Achyranthes nivea
- Achyranthes nodosa
- Achyranthes obovata
- Achyranthes obtusifolia
- Achyranthes oleracea
- Achyranthes ovata
- Achyranthes papposa
- Achyranthes pedicellata
- Achyranthes polystachia
- Achyranthes repens
- Achyranthes robusta
- Achyranthes rubrolutea
- Achyranthes rubro-lutea
- Achyranthes schinzii
- Achyranthes schweinfurthii
- Achyranthes sericea
- Achyranthes sicula
- Achyranthes splendens
- Achyranthes stellata
- Achyranthes talbotii
- Achyranthes tenuifolia
- Achyranthes thonningii
- Achyranthes uncinulata
- Achyranthes verticillata
- Achyranthes villosa
- Achyranthes winteri
- Achyranthes virgata
- Achyranthes viridis